# U-Boot tipus IX

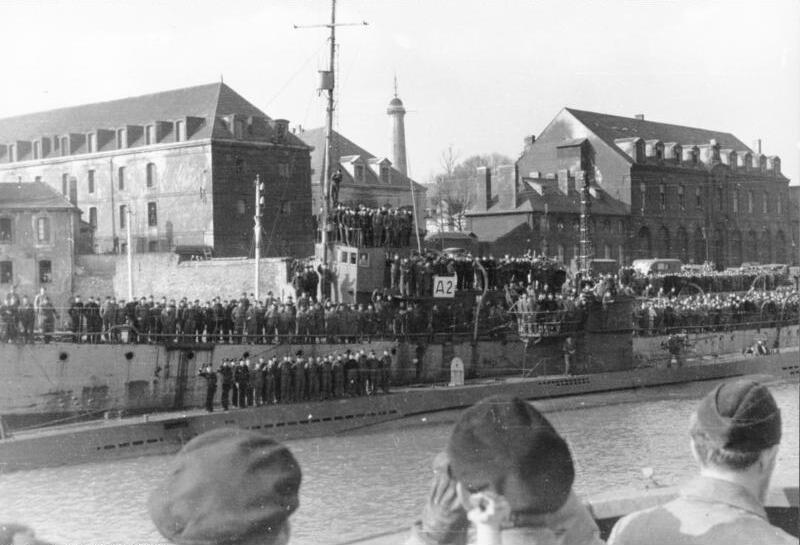
U-Boot U-123 a la sortida del port de Lorient l'any 1940.

Els submarins tipus IX són submarins militars oceànics alemanys utilitzats per la Kriegsmarine alemanya durant la Segona Guerra Mundial. Van ser dissenyats entre 1935 i 1936 com a submarins oceànics i, per tant, amb una gran autonomia i reserves de queviures i armament, així com capacitat d'operar lluny de les bases durant les llargues patrulles de combat. El seu disseny també comportava certs desavantatges, ja que eren poc maniobrables i necessitaven un temps considerable en les maniobres d'immersió o pujada a la superfície. Destaquen per haver realitzat alguns atacs a vaixells prop la costa est dels Estats Units d'Amèrica, intentant atacar les línies de subministraments i tropes dirigides als fronts europeus.
L'armament principal era de 6 tubs llançatorpedes, 4 a proa i 2 a popa. En total portaven 22 torpedes: 6 ja carregats als tubs, 6 addicionals preparats per ser recarregats a les cambres de torpedes i 10 més ubicats en l'espai d'emmagatzematge sota la coberta. Aquesta munició elevada permetia realitzar múltiples atacs abans de tornar a una base o ser aprovisionats. Les variants minadores podien transportar de 44 a 66 mines en funció del model.
L'armament secundari consistia en un canó naval de calibre 105/45, amb una munició d'uns 110 projectils. També disposava de diversos canons automàtics, en configuracions diferents a mesura que la guerra va anar avançant.

## Especificacions tècniques

### Tipus IX B
Dades d'uboat.netː
- Desplaçament: 1.051 tones en superfície, 1.178 t en immersió, màxim de 1.430 tones
- Eslora: 76,50 m
- Mànega: 6,76 m
- Calat: 4,70 m
- Alçada total: 9,60 m
- Propulsors: 2 motors dièsel en superfície amb un total de 4.400 cavalls de vapor, 2 motors elèctrics amb un total de 1.000 cavalls en immersió
- Velocitat màxima: 18,2 nusos a superfície; 7,3 en immersió
- Autonomia: 12.000 milles nàutiques a superfície a una velocitat de 10 nusos, 64 milles a 4 nusos en immersió
- Tubs llançatorpedes: 4 a proa (Ø 53,3 cm), 2 a popa
- Canó de coberta: canó de calibre 105 mm i canó de 45 calibres, 110 obusos
- Profunditat d'immersió: 230 m (màxima)
- Tripulació: de 48 a 46
- Unitats de la classe: 14